# The Alters
The Alters — компьютерная игра в жанре симулятора выживания, разработанная и изданная 11 bit studios. В игре игрок управляет Яном Дольским, инженером-строителем, участвующим в космической экспедиции. Оказавшись в изоляции на враждебной планете, он вынужден создавать свои альтернативные версии — «альтеров» — с разными чертами личности и навыками, чтобы выжить и найти путь домой. Игра вышла 13 июня 2025 года на платформах Windows, PlayStation 5 и Xbox Series X/S.

## Игровой процесс
The Alters — компьютерная игра в жанре научной фантастики, главным героем которой является инженер-строитель Ян Дольский. Основным местом действия является космический корабль, служащий главному герою одновременно базой операций и жилищем. Игровой процесс сосредоточен на выживании в условиях враждебной планеты. Игроку необходимо управлять мобильной базой, перемещая её по поверхности планеты и избегая смертельного радиоактивного солнечного излучения. Контакт с излучением приводит к гибели протагониста.
Механика выживания включает в себя несколько ключевых аспектов: исследование планеты, добычу ресурсов, поддержание функциональности корабля и развитие инфраструктуры базы. Ресурсы подразделяются на две категории: необходимые для функционирования базы и материалы для строительства и модернизации помещений. Модульная система позволяет расширять возможности существующих комнат путём установки дополнительного оборудования. Уровень модернизации корабля напрямую влияет на его функциональные возможности.
Система добычи ресурсов в игре реализована через создание энергетической инфраструктуры: игроку необходимо устанавливать электрические опоры, обеспечивающие связь между кораблём и добывающим оборудованием на планетарных шахтах. Механика времени в игре является одним из ключевых элементов игрового процесса. Игровое время ускорено, одна секунда реального времени соответствует одной минуте игрового, что создаёт дополнительное давление при принятии тактических решений. Несвоевременное укрытие корабля от солнечной радиации приводит к гибели всего экипажа.
Центральным элементом игровой механики является создание «Альтеров» — биологических копий протагониста, синтезируемых с помощью вещества «рапидиум». Несмотря на общее происхождение, каждый Альтер обладает уникальным набором психологических характеристик и профессиональных навыков, отличных от оригинала. При создании Альтера игрок определяет его специализацию:
- Учёный-Альтер: специализируется на улучшении ходовых характеристик корабля
- Шахтёр-Альтер: повышает эффективность добычи ресурсов
- Механик-Альтер: обеспечивает техническое обслуживание бортового оборудования

Управление Альтерами требует учёта их психоэмоционального и физического состояния. Если не уделять им достаточного внимания, они могут стать агрессивными или совершать действия, которые нанесут вред экипажу или самому кораблю. Количество создаваемых Альтеров ограничено.

## Разработка
The Alters была впервые анонсирована компанией 11 bit studios в июне 2022 года на выставке PC Gaming Show. Проект был представлен как сюрреалистическая научно-фантастическая игра, в которой 11 bit studios выступает одновременно в роли разработчика и издателя. В рамках презентации был продемонстрирован дебютный трейлер, раскрывающий основные сюжетные и геймплейные элементы. В феврале 2023 года вышел второй трейлер, а в августе того же года разработчики объявили о планируемом релизе игры в первом квартале 2024 года.
В марте 2024 года 11 bit studios представила новый геймплейный трейлер The Alters. В июне того же года студия анонсировала демоверсию игры, которая стала доступна игрокам в рамках фестиваля Steam Next Fest с 10 по 17 июня. В конце июня разработчики опубликовали 40-минутное видео с демонстрацией игрового процесса, сопровождаемое комментариями создателей. В июле 2024 года состоялся выход очередного трейлера игры.
Разработчики также сообщили, что игра появится в сервисах Xbox Game Pass и PC Game Pass. В декабре 2024 года была выпущена демоверсия, доступная для игры через Steam. В феврале 2025 года студия объявила о продлении срока разработки, перенесённом релизе на конец 2025 года. В качестве причин разработчики указали необходимость доработки миссий, совершенствование игровых механик и добавление дополнительных элементов геймплея.

## Восприятие

### Отзывы критиков
| Сводный рейтинг       | Сводный рейтинг                        |
| Агрегатор             | Оценка                                 |
| --------------------- | -------------------------------------- |
| Metacritic            | 85/100 (PC) 83/100 (PS5) 86/100 (XBXS) |
| OpenCritic            | 94 %                                   |
| «Критиканство»        | 94/100                                 |
| Иноязычные издания    |                                        |
| Издание               | Оценка                                 |
| Digital Trends        | [ 22 ]                                 |
| Edge                  | 8/10                                   |
| Eurogamer             | [ 24 ]                                 |
| GameSpot              | 8/10                                   |
| GamesRadar+           | [ 26 ]                                 |
| GameStar              | 85/100                                 |
| Hardcore Gamer        | 4,5/5                                  |
| IGN                   | 8/10                                   |
| PCGamesN              | 5/10                                   |
| PC Gamer (US)         | 90/100                                 |
| Push Square           | [ 32 ]                                 |
| Shacknews             | 9/10                                   |
| The Games Machine     | 8,8/10                                 |
| Русскоязычные издания |                                        |
| Издание               | Оценка                                 |
| 3DNews                | 10/10                                  |
| GameMAG.ru            | 9/10                                   |
| PlayGround.ru         | 9/10                                   |
| StopGame.ru           | «Изумительно»                          |
| «Игромания»           | 9/10                                   |

The Alters получила «в основном положительные» отзывы от критиков, согласно агрегатору рецензий Metacritic. По данным OpenCritic, 94 % критиков рекомендовали эту игру.

### Продажи
8 июля 2025 года разработчики сообщили, что продажи The Alters превысили 280 тысяч копий на всех платформах.